# Nyctemera gracilis
Nyctemera gracilis är en fjärilsart som beskrevs av Saalmüller 1884. Nyctemera gracilis ingår i släktet Nyctemera och familjen björnspinnare. Inga underarter finns listade i Catalogue of Life.